# Leptopelis mtoewaate
Leptopelis mtoewaate es una especie de anfibio anuro de la familia Arthroleptidae.

## Distribución geográfica
Esta especie es endémica de Kivu del Sur en la República Democrática del Congo. Se encuentra entre los 1451 y 1837 m sobre el nivel del mar en las montañas de Itombwe y Baraka a 777 m.

## Publicación original
- Portillo & Greenbaum, 2014: A new species of the Leptopelis modestus complex (Anura: Arthroleptidae) from the Albertine Rift of central Africa. Journal of Herpetology, vol. 48, n.º 3, p. 394–406.[3]